# Charles Littlejohn
Charles William Berry Littlejohn (4. januar 1889 - 4. august 1960) var en newzealandsk født britisk roer.
Littlejohn var med ved OL 1912 i Stockholm, hvor han sammen med William Fison, Thomas Gillespie, William Parker, Beaufort Burdekin, Frederick Pitman, Arthur Wiggins, Robert Bourne og styrmand John Walker udgjorde den ene af to britiske ottere. I finalen blev båden kun besejret af den anden britiske båd, mens en båd fra Tyskland vandt bronze.
Littlejohn var studerende ved University of Oxford, og var i både 1911 og 1912 med i det traditionsrige Boat Race på Themsen.

## OL-medaljer
- 1912:  Sølv i otter